# Klejdi Hyka
Klejdi Hyka (sinh 13 tháng 6 năm 1997) là một cầu thủ bóng đá Albania thi đấu cho KF Korabi Peshkopi ở Giải bóng đá hạng nhất quốc gia Albania.